# Leonor Izquierdo
Leonor Izquierdo Cuevas (Almenar de Soria, Sòria, 12 de juny de 1894 - Sòria, 1 d'agost de 1912) va ser esposa, musa i efímera companya del poeta Antonio Machado. Es van casar el 1909 i va morir ella de tuberculosi tres anys després, sent enterrada en el cementiri de l'Espino de Soria. El poeta, que després de la seva mort va abandonar la capital soriana, li demanaria a un amic un any més tard que visités la seva tomba amb aquests versos immortals:
| « | Con los primeros lirios y las primeras rosas de las huertas, en una tarde azul sube al Espino, al alto Espino donde está su tierra. | » |

## Biografia
Leonor era la primogènita d'Isabel Cuevas i Ceferino Izquierdo, sergent de la Guàrdia Civil. Va tenir una germana, Antonia Izquierdo Cuevas, i un germà. Va néixer en la casa caserna situada al Castell d'Almenar, a Almenar de Soria. Queda notícia que ja estava a Sòria el gener de 1908, en la pensió que regentaven els seus oncles i on va conèixer a Antonio Machado, llavors professor d'institut nouvingut a la capital soriana.
L'embadaliment de Machado va ser tan intens que per primera vegada potser en la seva vida es va mostrar impacient, i quan va tenir la certesa que el seu amor era correspost va acordar el compromís amb la mare de Leonor.

Havia passat poc més d'un any, i els nuvis encara en van haver d'esperar un altre fins que ella aconseguís l'edat legal per casar-se. I així, a les deu del matí del 30 de juliol de 1909 es va celebrar la cerimònia a l'Església de Santa María la Mayor (Soria). Feia un mes que Leonor ha complert els 15 i el poeta ja en té 34.
El juliol del 1911, mentre acompanyava a París al seu espòs, que estava realitzant una ampliació d'estudis amb una beca, va ser ingressada en un sanatori durant algunes setmanes després de vomitar sang a causa que havia contret tuberculosi. En aquella època, l'únic 'remei' contra tan terrible malaltia eren les cures de repòs i aire pur en zones de muntanya, motiu pel qual van tornar a Sòria, on van llogar una casa al costat de l'Ermita de Nuestra Señora del Mirón. Després d'una breu i enganyosa millora, Leonor va morir l'1 d'agost de 1912.